# غدة مشطية
الغدة المشطية (بالإنجليزية: Metatarsal Glands) هي غدد توجد في القوائم الخلفيـة لذكور حيوان الأيل، تكون داخل جيب مع مجموعة من خصلات الشعر التي تمر عبر قناة إخراجية لتظهر علـى سـطح الجلد عن طريق فتحة ظاهرة عيانيا على السطح الظهري للقوائم الخلفية. وللعمر والجنس وموسم التناسل تأثير على هذه الغـدة.

## راجع أيضا
- غدة عطرية
- غدة شرجية